# عليم عبد الله
عليم عبد الله (بالعبرية: עלים עבדאללה‏) (1982 - 9 أكتوبر 2023) عسكري إسرائيلي درزي برتبة مقدم. شغل نائب قائد اللواء 300 الإسرائيلي من الفرقة 91، قُتل في غارة لحزب الله أثناء رده على عملية اقتحام خلال عملية طوفان الأقصى.

## حياته
```
وُلِدَ في عام 
1982
 في إحدى قرى 
الدروز
 في إسرائيل، وهي قرية 
يانوح-جت
. تجنّد في 
الجيش الإسرائيلي
 عام 
2002
، التحق 
بالكتيبة
 299 (
كتيبة حيرِڨ
). في عام 
2006
، خلال 
حرب لبنان الثانية
، كان نائب قائد سرية. بعد ذلك، أصبح ضابط أركان الكتيبة. بعد إكمال دراسته، عُين نائب قائد كتيبة 33 في كركل.
```

خدم لاحقًا كضابط أركان في لواء پاران، وقائد كتيبة احتياط 299 ورئيس قسم التدريب في القيادة الشمالية. أشغل في اللواء 300 عدة مناصب رفيعة، منها ضابط عمليات لوائي، وضابط سلامة لوائي، ونائب قائد اللواء.
قُتِلَ في 9 أكتوبر 2023، في الجليل الغربي، بالقرب من مستوطنة أدميت، أثناء تبادل لإطلاق النار مع مسلحين تسللوا من لبنان خلال القتال على الجبهة الشمالية في حرب السيوف الحديدية.
كان متزوجًا ولديه ثلاثة أطفال.